# Garrya glaberrima
Garrya glaberrima är en garryaväxtart som beskrevs av Wangerin. Garrya glaberrima ingår i släktet Garrya och familjen garryaväxter. Inga underarter finns listade.